# 新安江站
新安江站是位于浙江省建德市新安江街道的一个铁路车站，有金千铁路经过该站。车站曾经办理客货运业务，2009年5月停办客运业务；2016年4月因代替其货运业务的新安江南站的建成而停办其货运业务。车站及其上下行区间均未电气化。车站距离金华站69公里，隶属中国铁路上海局集团，是三等站。

## 概要
新安江站建于1957年，在新安江水库大坝建设期间作为大坝建设物资的中转站：主要利用通往铜官（大坝前）的专用线供应砂石料等建筑材料。专用线原由新安江水利电力工程局铁路管理部门管理，1959年9月合并至新安江站，并于1966年4月1日正式移交铁路管理。当时车站作为金岭铁路的始发站办理通往金华、上海方向客货列车的始发到达作业，并辖有朱家埠、叶家两个货场。1975年11月新安江-岭后段铁路通车，车站成为中间站。在1990年代，列车行至本站后，本务均需掉头并推行列车至岭后站:321。
新安江站曾经为上海铁路局管辖的中心站，管辖金千铁路的中间站，1978年10月更名为新安江车务段:391。后经过多次更名后并入金华车务段。
目前车站设有3条到发线、1条正线:321。车站货场原设有6条装卸线和3条专用线:391，2011年起当地政府筹划南迁工程。货场在2016年新安江南站启用后拆除。

## 公共交通
公交：10路 邵坑坞--近溪嘉园 运营时间: 6:30-20:30